# Domenico Achille
Domenico Achille (Bari, 22 dicembre 1948) è un generale italiano, Comandante Interregionale per l’Italia Meridionale della Guardia di Finanza dal 2012 al 2014.

## Biografia
Laureato in Giurisprudenza e “Scienze della Sicurezza Economica e Finanziaria”, dal 1969 al 1973 ha frequentato l'Accademia della Guardia di Finanza.
Nel 1988, al termine della frequenza del 15º Corso di Polizia Tributaria, è stato inviato a Palermo quale Comandante del II Gruppo (ex Centro Operativo) della 13ª Legione della Guardia di Finanza, dove ha fattivamente collaborato con i magistrati Giovanni Falcone e Paolo Borsellino nelle indagini a contrasto delle organizzazioni criminali che in Sicilia gestivano il traffico di tabacchi esteri di contrabbando. È stato Comandante del Gruppo di Investigazione sulla Criminalità Organizzata della Guardia di Finanza all’atto della sua istituzione nell’ambito del Nucleo Centrale di Polizia Tributaria di Roma.
Dal 1997 al 2000 è sottocomandante della 9ª Legione di Roma, poi confluita, a seguito di specifica riforma ordinativa, nel Comando Regionale Lazio.
Nominato generale di Brigata, dal 2001 al 2004 è stato Comandante Regionale della Guardia di Finanza della Calabria con sede a Catanzaro. È stato promosso al grado di generale di Divisione nel 2008 ed inviato quale Comandante Regionale “Sicilia” della Guardia di Finanza di Palermo, incarico che ha tenuto fino al 2012, quando, promosso Generale di Corpo d’Armata, è stato destinato a Napoli, quale Comandante Interregionale per l’Italia Meridionale.
Ha sviluppato una significativa attività di insegnamento presso l'Accademia e la Scuola di Polizia Tributaria della Guardia di Finanza nonché presso la Facoltà di Giurisprudenza dell’Università degli Studi “Magna Graecia” di Catanzaro in materia di “Reati tributari” nell’ambito del Corso di Diritto Penale Commerciale.

## Onorificenze
- Grande Ufficiale al merito della Repubblica Italiana,
- Medaglia Mauriziana al merito di dieci lustri di carriera militare,
- Medaglia d’oro per Lunga Navigazione Aerea,
- Medaglia militare d’oro al Merito di Lungo Comando,
- Croce d'oro al Merito di Servizio,
- Commendatore con spada al merito Melitense,
- Commendatore di Merito con placca del Sacro Militare Ordine Costantiniano di San Giorgio,
- Attestati di benemerenza del Dipartimento della Protezione Civile concessi per gli eventi connessi alle esequie del Santo Padre Giovanni Paolo II ed all’elezione del Pontefice Benedetto XVI.